# Mały zgon
Mały zgon – polski serial kryminalny z 2020 roku w reżyserii Juliusza Machulskiego (odc. 1–3, 9–10), Macieja Kawalskiego (odc. 5–6, 8) i Filipa Syczyńskiego (odc. 4 i 7). Pierwotny zamysł serialu opracował Łukasz Żukowski na zlecenie, pod nadzorem ADHD Warsaw. Serial składa się z jednego sezonu, który zawiera 10 odcinków. Odcinek trwał około 55-70 minut. Emisja serialu rozpoczęła się na Canal+ 8 marca 2020 roku.

## Fabuła
Kryminalna czarna komedia dziejąca się w narkotykowym świecie, w którym ważną rolę odgrywa poker, gdzie gra się o miliony. Akcja prowadzi poprzez mazurskie jeziora, lasy oraz spokojne miasteczka. Wszystko zmienia się, gdy dyrektor więzienia zamienia się rolami z gangsterem z programu ochrony świadków.

## Obsada
| Aktor                  | Odgrywana rola    |
| ---------------------- | ----------------- |
| Piotr Grabowski        | Marek/Ryszard     |
| Anna Seniuk            | Teresa            |
| Katarzyna Herman       | Grażyna           |
| Jacek Koman            | Stanisław         |
| Karolina Gorczyca      | Angela            |
| Mirosław Haniszewski   | Płoszaj           |
| Grzegorz Przybył       | Stefan            |
| Karolina Porcari       | Carla- żona Marka |
| Julia Wyszyńska        | Agentka Anna      |
| Grzegorz Miełczarek    |                   |
| Rafał Iwaniuk          | Patryk            |
| Cezary Studniak        |                   |
| Jan Monczka            | Vatzlav           |
| Bartłomiej Nowosielski | Domino            |